# Muslimisches Viertel von Jerusalem

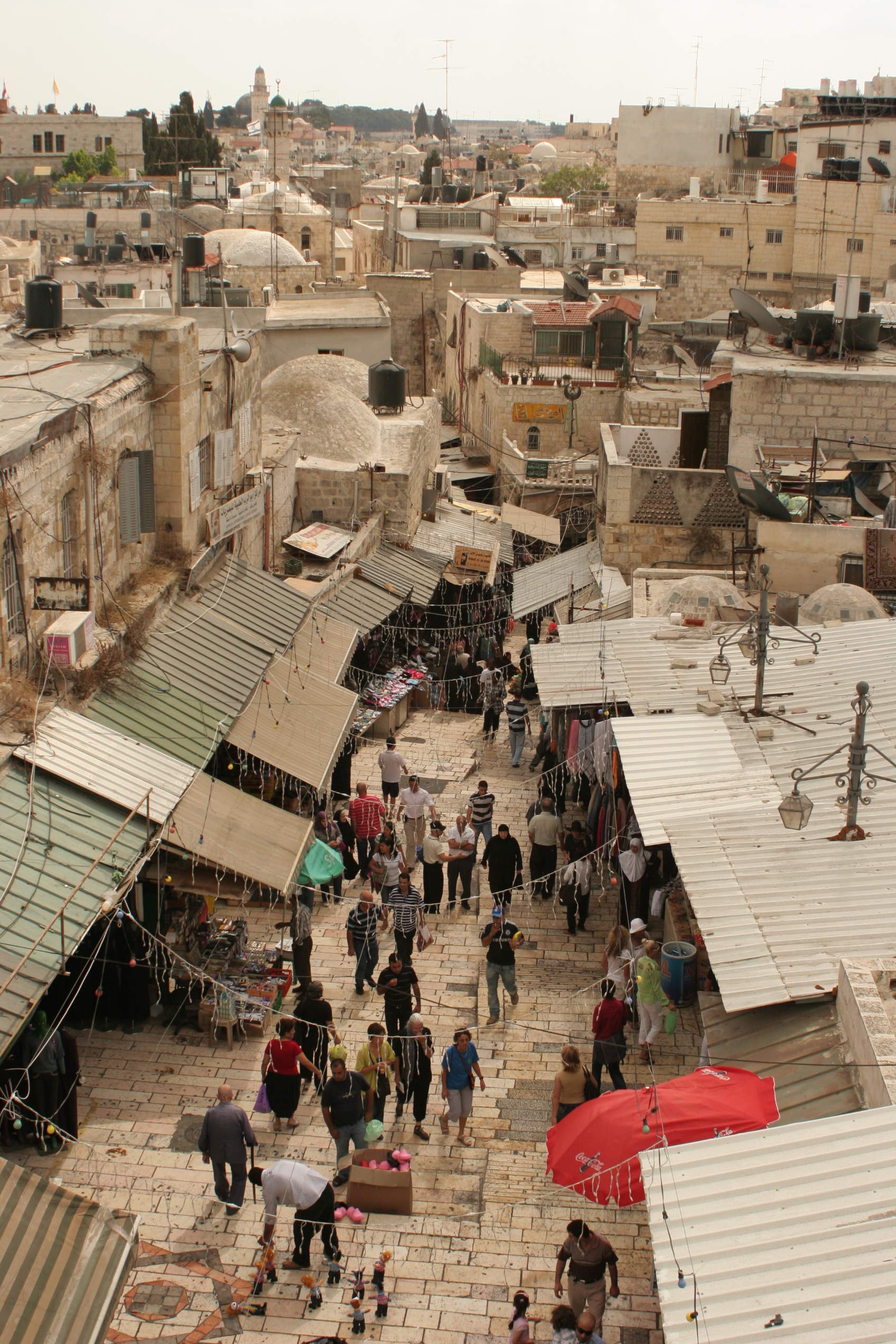
Blick vom Damaskustor auf die Straße Tariq al-Wad

Das Muslimische Viertel von Jerusalem (arabisch حارة المسلمين, hebräisch הַרֹבַע הַמֻוסְלְמִי) ist das größte und bevölkerungsreichste der vier Viertel der Altstadt von Jerusalem. Es umfasst 31 Hektar im Nordosten der Altstadt. Im Norden und Osten bildet die Stadtmauer bzw. die Außenmauer des Haram esch-Scharif die Grenze. Im Westen grenzt das christliche Viertel an, im Süden das Jüdische Viertel.
Das muslimische Viertel hat 22.000 Einwohner.

## Geschichte

### Frühe römische Kaiserzeit

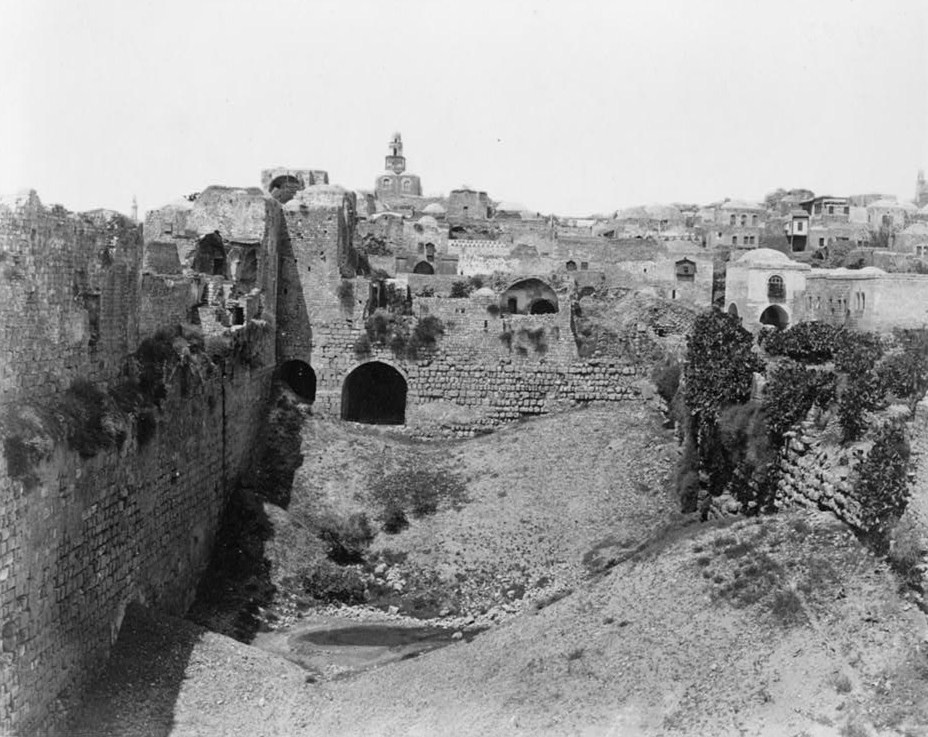
Birket bani Israʿil, vor 1890

Das Areal des heutigen Muslimischen Viertels befand sich außerhalb der Stadtgrenzen des perserzeitlichen und hellenistischen Jerusalems, war aber zur Zeit des Herodes in die Neustadt einbezogen (Dritte Mauer). Kennzeichnend für die Nutzung dieses Gebiets waren verschiedene Teiche und Wasserreservoirs: Struthion ⊙, Schafteich, Bethesda ⊙. In antiker Zeit befand sich direkt nördlich des Herodianischen Tempels ein großes Wasserbecken ⊙, das für den Kultbetrieb erforderlich war. Auch nach der Zerstörung des Tempels behielt es seine Bedeutung als Wasserspeicher für die Bevölkerung bei. Den arabischen Namen Birket bani Israʿil, „Teich der Söhne Israels,“ erhielt die Anlage in frühislamischer Zeit.
An der Nordwestecke des Tempelbezirks befand sich schon in der Hasmonäerzeit eine Burg (Baris), die Herodes ausbauen ließ (Burg Antonia). Diese wurde im Jüdischen Krieg vollkommen zerstört, bis auf den Felssockel ⊙, auf dem sie errichtet war, und spielte in den folgenden Jahrhunderten keine Rolle mehr.

### Spätantike, byzantinische und frühislamische Zeit
Die römische Zerstörung Jerusalems im Jahr 70 n. Chr. stellt einen tiefen Einschnitt in der Stadtgeschichte dar. Das danach neu entstandene Straßennetz von Aelia Capitolina ist im Muslimischen Viertel noch nachvollziehbar, weniger in den drei anderen Vierteln. Zwei Hauptachsen der spätantiken und byzantinischen Stadt bilden die Grenzen des Viertels:
- der Cardo maximus (= Suq Chan ez-Zeit) im Westen;
- der Decumanus (= Tariq Bab as-Silsila) im Süden.

Der Cardo secundus verlief im Stadttal und lebt in der Straße Tariq Al Wad weiter, der in Nord-Süd-Richtung verlaufenden Hauptstraße des Muslimischen Viertels. Zwischen Cardo primus und Cardo secundus gab es Querstraßen, eine davon ist die Via Dolorosa. Aber auch die vom Vorplatz des Damaskustors Richtung Osten abgehenden Straßen und ihre Querstraßen haben spätantike Vorläufer.
Die jüdische Badeanlage Bethesda wurde nach der Zerstörung der Stadt im Jahr 70 n. Chr. aufgegeben; im 3./4. Jahrhundert bestand hier ein Kultort des Asklepios/Serapis. Die christlichen Jerusalemer verorteten die Geschichte von der Heilung des Gelähmten (Joh 5) aber weiterhin an den hier vorhandenen zwei Wasserbecken. In byzantinischer Zeit verband sich diese Lokaltradition mit einer (dominierenden) Marientradition. Maria zu Ehren entstand eine Basilika, während das benachbarte antike Schwimmbecken vom Pilger von Piacenza (um 570) als Kloake beschrieben wurde. Ihre schwere Beschädigung beim Persereinfall führte zum weiteren Verfall und schließlich zur Aufgabe der Kirche.
Die frühislamische Zeit (638–1099) hinterließ im Muslimischen Viertel kaum architektonische Spuren.

### Lateinisches Königreich (1099–1187)
Der nordöstliche Teil Jerusalems wurde zur Kreuzfahrerzeit gelegentlich als Judaria oder Juvrie bezeichnet, was darauf hindeutet, dass hier seit etwa 1050 bis 1099 eine jüdische Bevölkerung lebte, die bei der Eroberung der Stadt ermordet wurde. Balduin I. siedelte hier im Jahr 1115 syrisch-orthodoxe Christen aus der Gegend von Karak an. Dokumente aus dem kreuzfahrerzeitlichen Jerusalem erwähnen zahlreiche Christen mit syrischen Namen. Das „Syrische Viertel“ war durch Kirchenbauten dieser christlichen Konfession geprägt, zum Beispiel:
- St. Maria Magdalena, Kirche und Kloster. Saladin übergab nach seiner Einnahme der Stadt das Kirchengebäude St. Maria Magdalena einem Amir, der darin die Madrasa al-Maʾmunija einrichtete. Seit dem 15. Jahrhundert Ruine, wurde sie 1887 durch die Maʾmunija-Schule überbaut, die seitdem an dieser Stelle steht.[6]
- St. Elias. Erst kurz vor der muslimischen Einnahme der Stadt fertiggestellt, wurde die Kirche in den Bau der Moschee al-Maulawija integriert.[6]

Allerdings war die Kirchenlandschaft in diesem Stadtteil nicht exklusiv syrisch-orthodox. In der Aufnahme älterer Ortstraditionen bauten die Kreuzfahrer an der Stelle der byzantinischen Marienbasilika eine dreischiffige Kirche. Sie war dem Gedächtnis der legendarischen Eltern Mariens, Joachim und Anna, gewidmet. Aus der Literatur ist bekannt, dass zu dieser St.-Anna-Kirche ein hochadliges Frauenkloster gehörte. Die Inschriften Sca Anna auf mehreren Konsolen im Suq al-Aṭṭarin dokumentieren noch, dass diese Läden dem Benediktinerinnenkloster gehörten.
Die dreischiffige Markthalle ist an ihren Kreuzgratgewölben gut als ein Gebäudeensemble zu erkennen, das in der Zeit des Lateinischen Königreichs entstand, als hier der zentrale Geschäftsbereich der Stadt war (Forum rerum venalium). Die zentrale Gasse ⊙, heute Suq al-Aṭṭarin „Markt der Gewürzhändler“, hieß damals mal cuisinat; hier gab es Barbiere und Garküchen für die Pilger. Die westliche Gasse ⊙, heute Suq al-Lachamim, „Fleischmarkt“, war in der Kreuzfahrerzeit der Markt für Kräuter, Früchte und Gewürze. In der östlichen Gasse, Suq al-Chawadschat „Gasse der Kaufleute“, hatten seinerzeit die lateinischen (westeuropäischen) Stoffhändler ihre Läden.
Mit Josephus’ Buch über den Jüdischen Krieg als Hintergrundinformation, suchte und fand Theodericus 1172 die Burg Antonia an der richtigen Stelle. Vorhanden war nur noch der gewachsene Fels, auf dem die antike Burg gestanden hatte. Wenige Jahre später wurde die Antonia mit dem Amtssitz (Prätorium) des Pontius Pilatus identifiziert und damit eine für christliche Passionsfrömmigkeit wichtige Konstellation geschaffen. Die Kreuzfahrer erbauten an dieser Stelle eine „Kapelle der Ruhe“ (Le repos) zur Erinnerung an die Nacht, die Jesus Christus in Haft verbrachte (archäologisch nachgewiesen, später zu einem ajjubidischen Senkgrab umgestaltet). Hier begann der kreuzfahrerzeitliche Kreuzweg und führte über den Haram zum Tor Bab al-Qaṭṭanin ⊙ (= Porta dolorosa) und von dort weiter Richtung Grabeskirche – also ein völlig anderer Verlauf als die heutige Via Dolorosa.
Ein weiterer christlicher Erinnerungsort im Nordosten der Stadt war das Haus des Herodes ⊙: eine Kapelle aus dem 12. Jahrhundert (quadratischer Vierstützenraum mit Vierungskuppel), durch Restaurierung 1905 fast unkenntlich; heute griechisch-orthodoxe Nikodemus-Kapelle.

### Zeit der Ajjubiden (1187–1260)

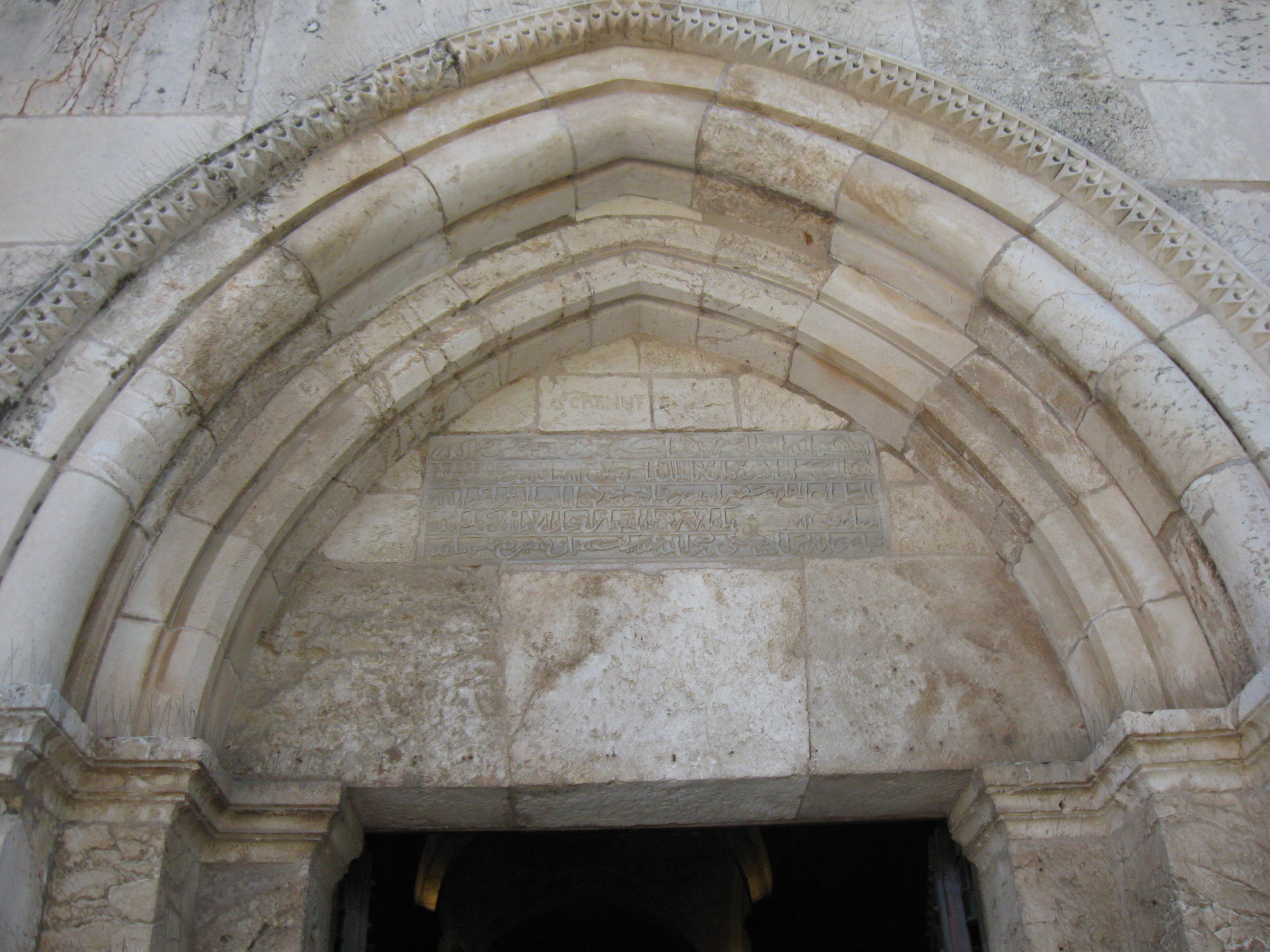
St. Anna: Stifterinschrift Saladins (Madrasa al-Ṣalaḥija), links darüber Spolie aus dem Suq al-Aṭṭarin mit der kreuzfahrerzeitlichen Inschrift: Sca Anna.

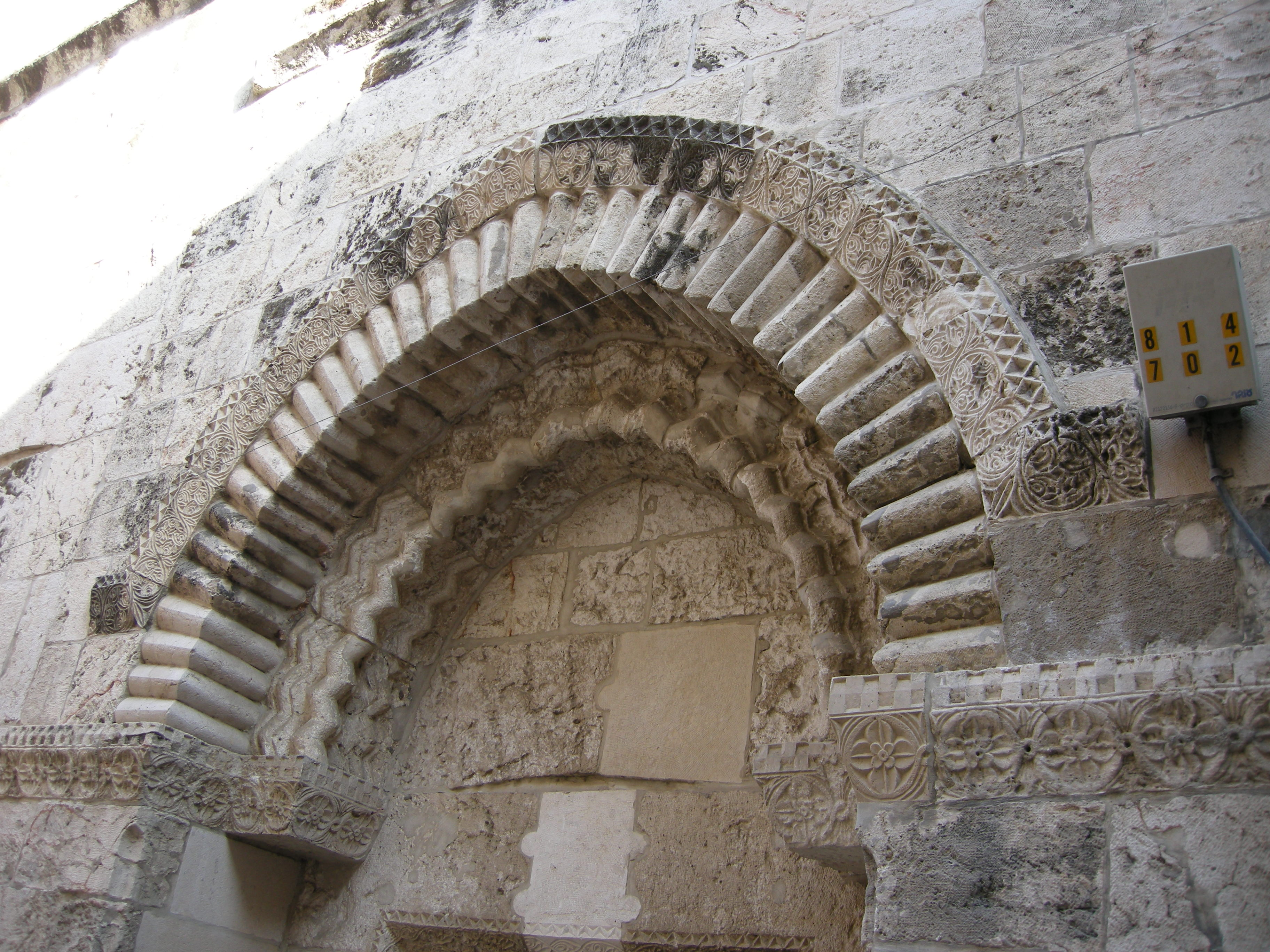
Detail, Turbat al-Amir Berke Chan

Nachdem er Jerusalem eingenommen hatte, ergriff Saladin Maßnahmen, um der Stadt einen deutlich islamischen Charakter zu geben. Er initiierte Bauprojekte auf dem Haram. Außerdem beanspruchte er zwei bisher christliche Gebäudeensemble und wandelte sie in eine Sufi-Niederlassung (Tekke) und eine Madrasa um:
- Chanqah aṣ-Ṣalaḥija (im Christlichen Viertel), der ehemalige Sitz des griechischen, dann lateinischen Patriarchen von Jerusalem, der mit der Grabeskirche einen Gebäudekomplex bildete. Saladin stattete den hier angesiedelten Sufi-Konvent mit einer Badeanlage (Ḥammam al-Baṭraq, „Patriarchenbad“) und weiteren Grundstücken aus.[13]
- Madrasa al-Ṣalaḥija, eine juristisch-theologische Hochschule in der ehemaligen St.-Anna-Kirche der Kreuzfahrer. Im Tympanon des Hauptportals liest man die Stifterinschrift Saladins, der die Madrasa auf das Jahr 1192/93 datiert.[14]

Amir Berke Chan, dessen chwaresmische Söldner Jerusalem 1244 eroberten und ein kurzes Intermezzo der Kreuzfahrerherrschaft (1229–1244) beendeten, erhielt an der Kettentorstraße ein Mausoleum ⊙ (Turbat al-Amir Berke Chan), das zeigt, wie stark die Formensprache der südfranzösischen Romanik bis in die frühmamlukische Zeit rezipiert wurde. Das Mausoleum als solches ist ein umgebautes Ladengewölbe der Kreuzfahrerzeit, wie man an den sekundär vermauerten Spitzbögen erkennt.

### Zeit der Mamluken (1260–1517)
Unter der Herrschaft der Mamluken wurde die Ausstattung Jerusalems mit islamischen Bauwerken fortgesetzt. Als Bauherren traten fromme Stiftungen oder Aristokraten auf. Die Neubauten entstanden vor allem dort, wo es keine innerstädtische Bebauung gab, und da die Westseite des Haram von der Wohnbebauung durch einen 30–60 m breiten, unbebauten Streifen getrennt war, bot sich dieses Areal für repräsentative Bauprojekte an. Wohnhäuser der Oberschicht folgten. Gab es am Beginn der mamlukischen Ära zwei westliche Zugänge zum Haram, so waren es am Ende dieser Zeit acht; das zeigt, wie stark das vorher etwas außerhalb der Stadt gelegene Heiligtum nun mit der Wohnbebauung verknüpft war.
Unter der Herrschaft von Sultan an-Nasir Muhammad war die Bautätigkeit besonders rege. Hervorzuheben ist der Suq al-Qaṭṭanin ⊙, „Markt der Baumwollhändler“, der größte mamlukische Baukomplex in Jerusalem. Er bestand aus Läden, über denen sich im Obergeschoss meist Wohnungen befanden, sowie zwei Badehäusern (Ḥammam al-Ain, Ḥammam al-Schifa) und einer Karawanserei (Chan Tankiz). Wie die Bauinschrift auf den Torflügeln besagt, wurde die etwa 95 m lange Markthalle 1335/36 von Saif al-Din Tankiz al-Naṣiri, dem Gouverneur von Damaskus, fertiggestellt und sollte als Zentrum des Geschäftslebens in der mamelukischen Stadt dienen. Die Pachterträge dieser Markthalle waren dazu bestimmt, religiöse Einrichtungen in der Nachbarschaft zu unterhalten, die der gleiche Stifter in der Kettentorstraße erbauen ließ: die Madrasa al-Tankizija (älteste erhaltene Madrasa Jerusalems, heute israelische Polizeistation), und ein Quartier für muslimische Pilgerinnen (Ribaṭ al-Nisaʿ). Das besonders kunstvolle Haram-Tor Bab al-Qaṭṭanin ist heute geschlossen und kann daher nicht im Zusammenhang des Suq, sondern nur von der Innenseite betrachtet werden.
Im 13. Jahrhundert gewannen Muslime die Überzeugung, dass Jerusalem der Ort des Jüngsten Gerichts sei. Deshalb wurden Grabbauten innerstädtisch in der Nähe zum Haram errichtet. Das älteste Beispiel ist Turbat al-Amir Berke Chan (1246) an der Kettentorstraße (Tariq Bab as-Silsila). Am Ende des Jahrhunderts wurde dann ein Mausoleum direkt angrenzend an den Haram gebaut: Turbat al-Malik al-Awhad. Insgesamt acht weitere mamlukische Mausoleen grenzen direkt an den Haram, und sechs weitere befinden sich an der Kettentorstraße.
Jerusalem wurde in mamlukischer Zeit ein wichtiges muslimisches Pilgerziel. Das brachte einen weiteren Gebäudetyp hervor, die Pilgerherberge (Ribat). Ein Beispiel ist Ribat al-Mansuri (1282/83) in der Straße Tariq Bab al-Nazir. Das Ensemble besteht aus eingewölbten Räumen unterschiedlicher Größe, die um einen rechteckigen Innenhof gruppiert sind. Durch das Portal betritt man einen Vorraum, der nicht nur Durchgang zum Innenhof ist, sondern auch zu einer großen Halle auf rechteckigem Grundriss.

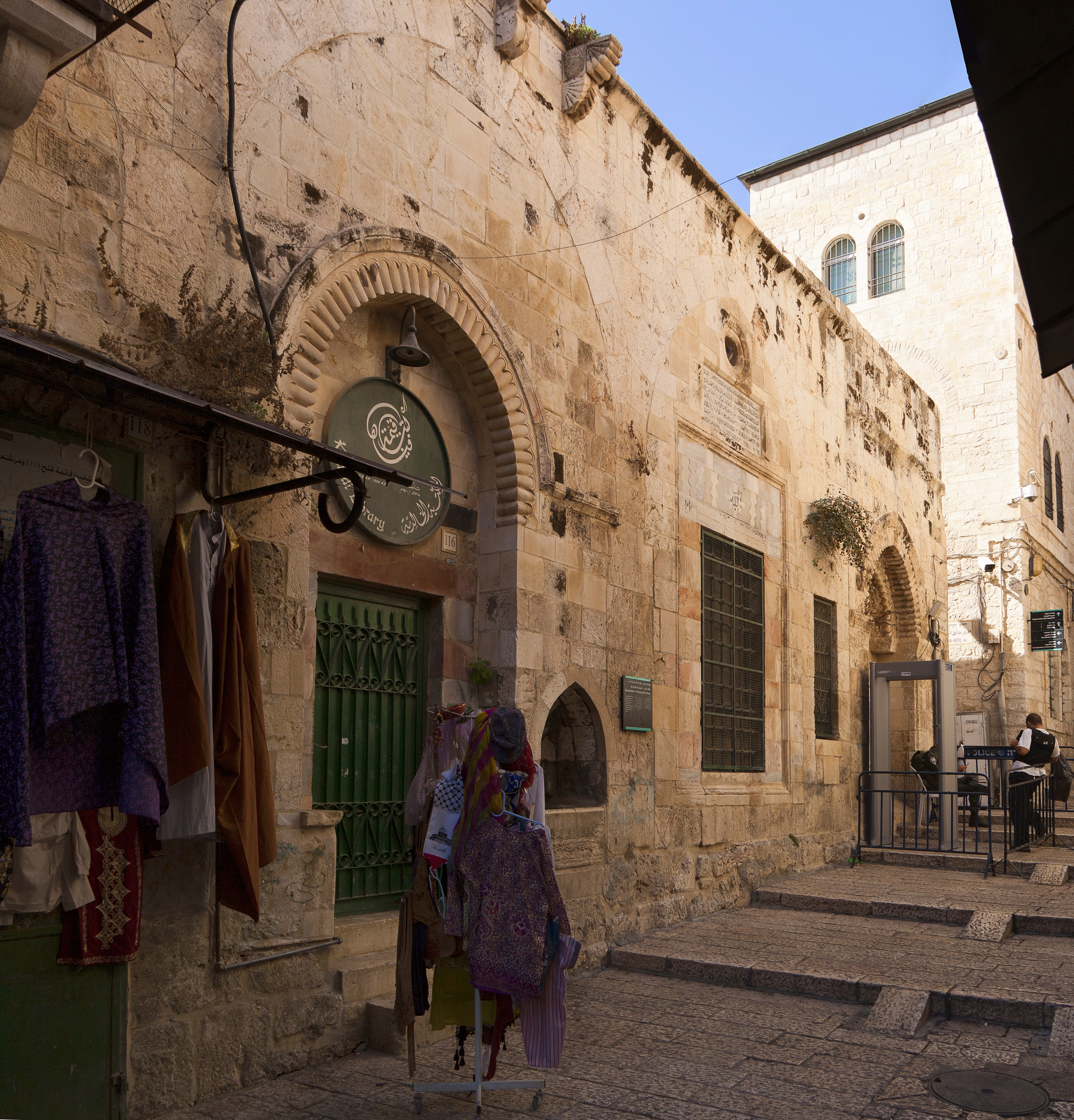
Turbat al-Amir Berke Chan
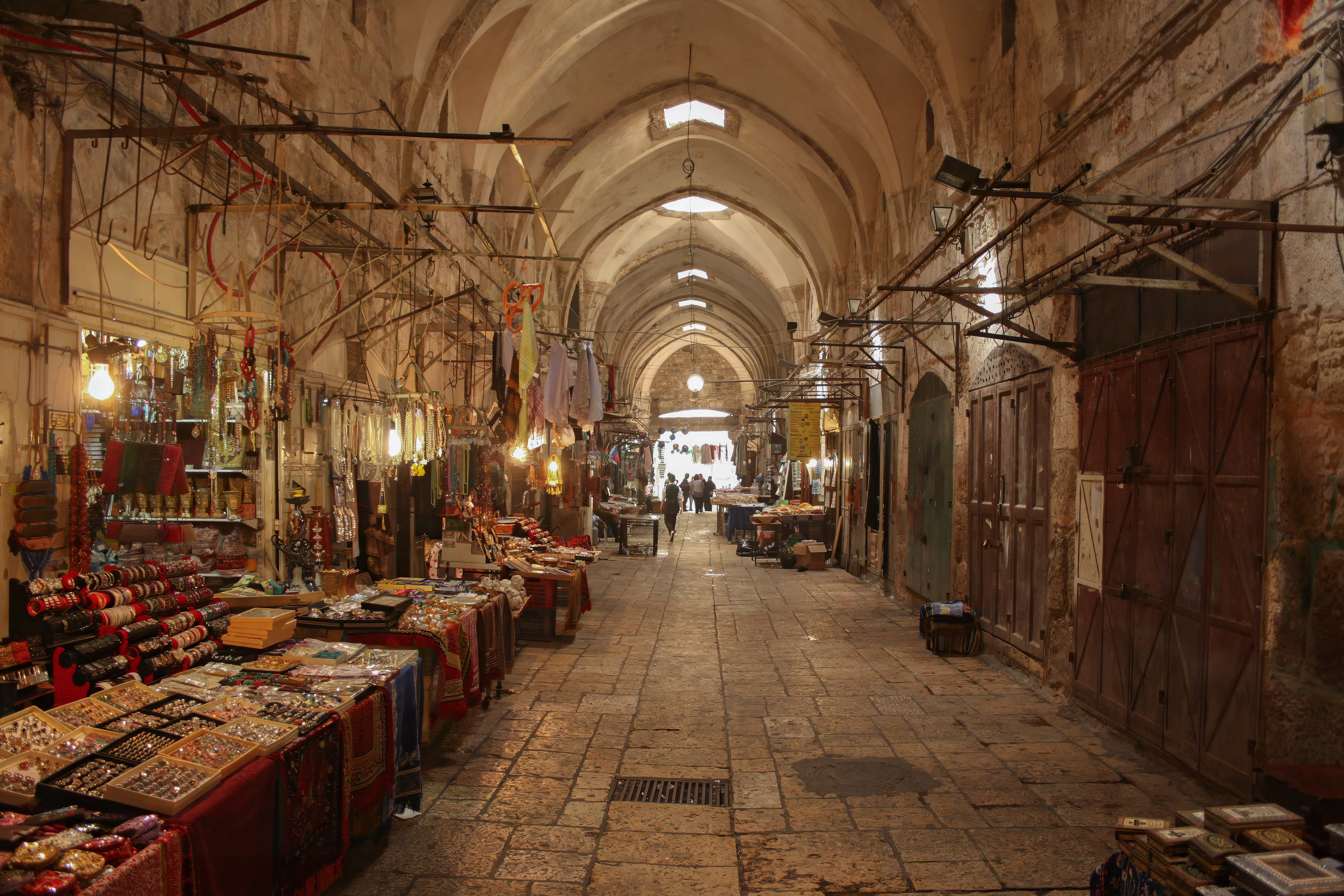
Suq al-Qaṭṭanin
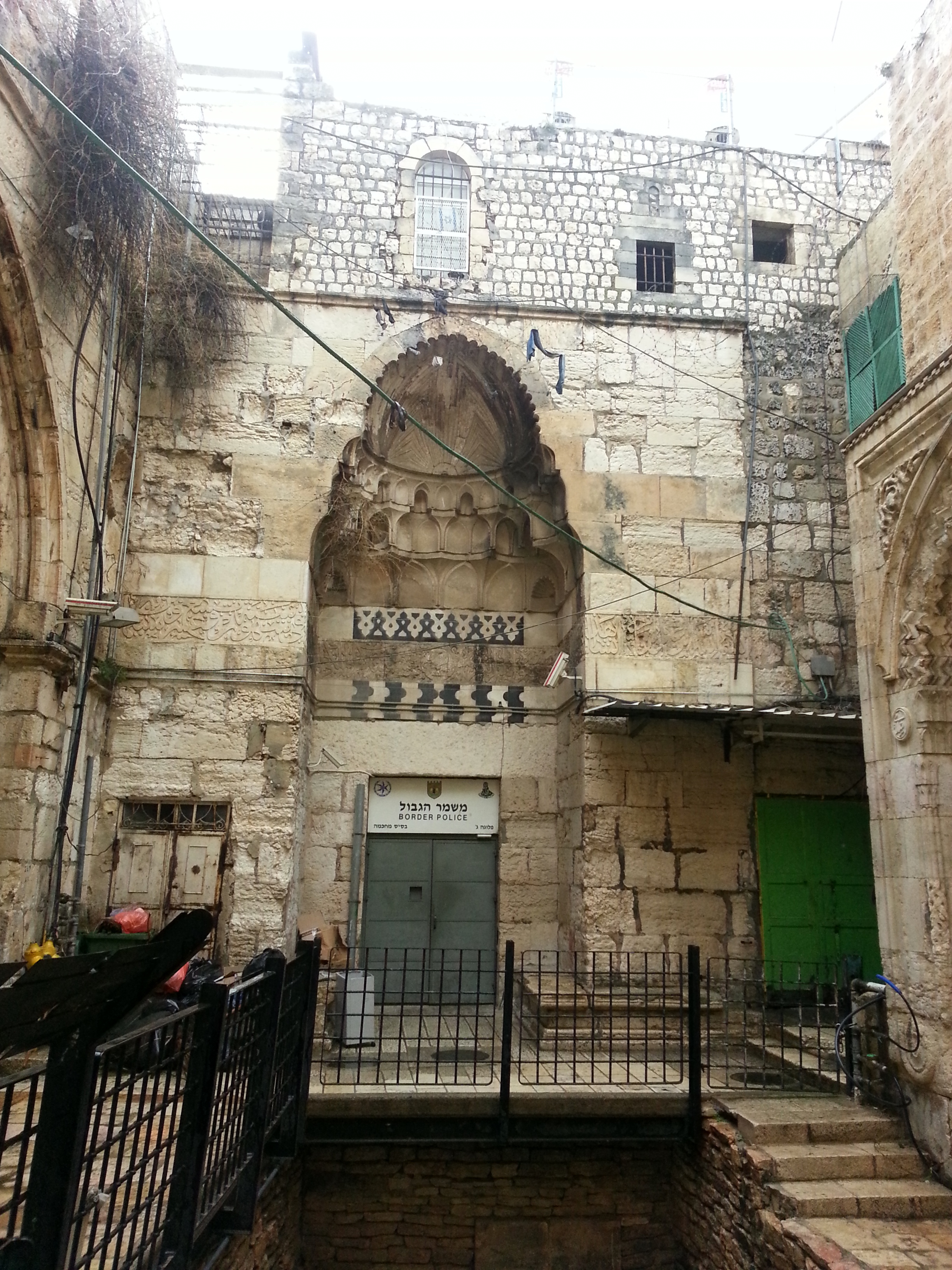
Madrasa al-Tankizija
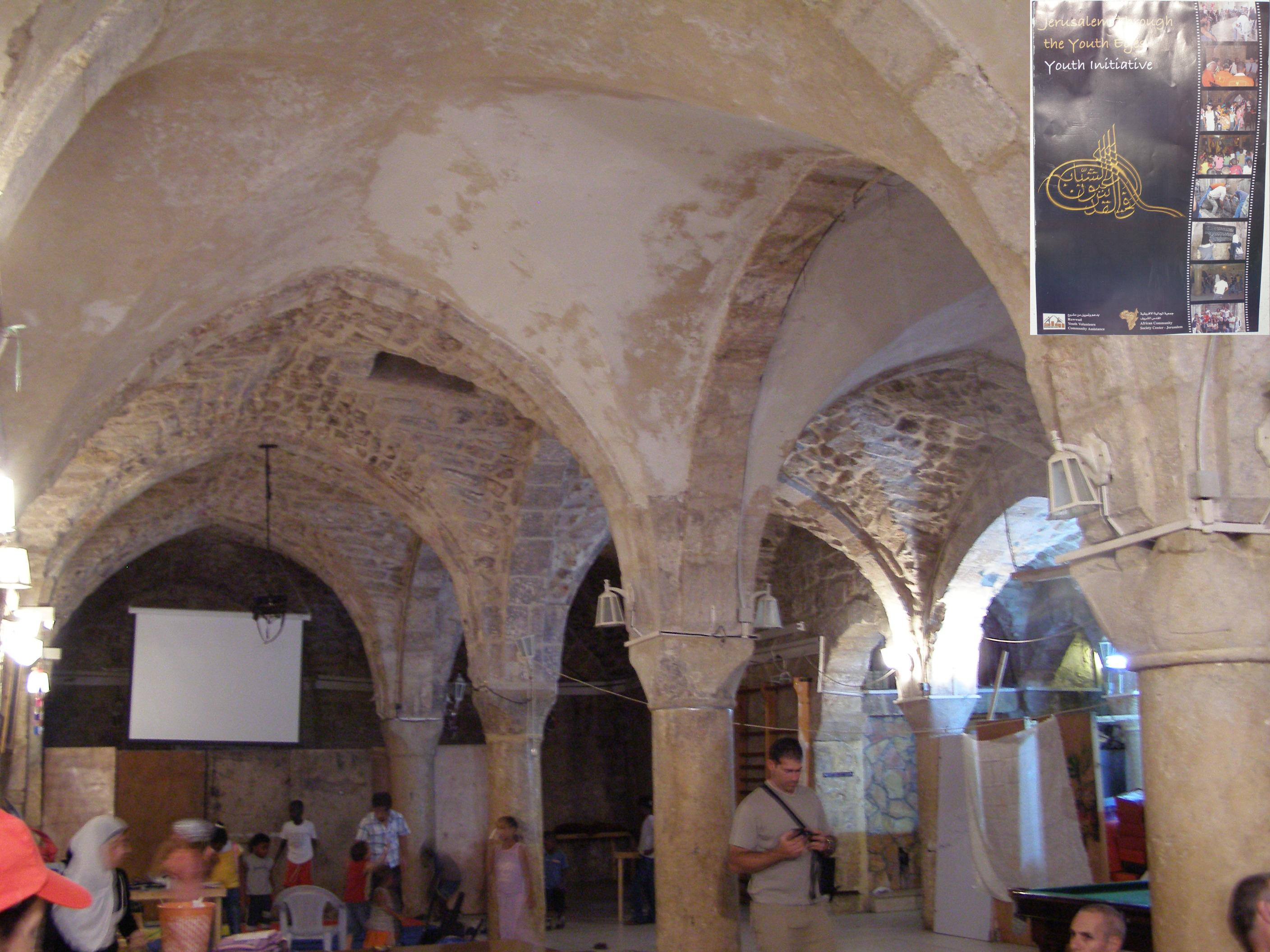
Ribat al-Mansuri

### Im Osmanischen Reich (1517–1917)

#### Infrastruktur

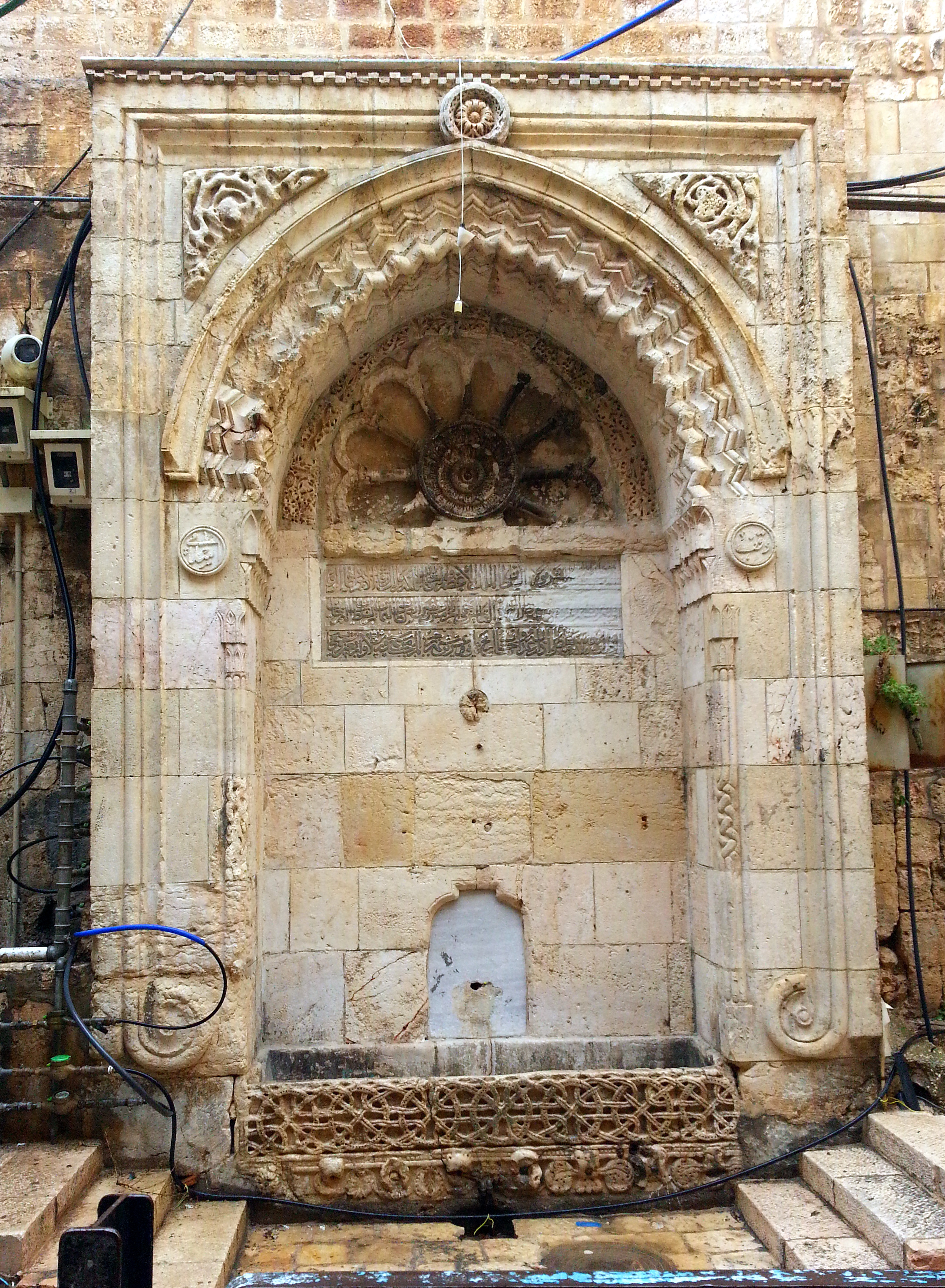
Sabil Bab as-Silsila (datiert 1537). In den Zwickeln sind Fragmente von Rankenfriesen eingesetzt, im Bogenfeld eine Rose. Diese Spolien stammen von einem Bauwerk der Kreuzfahrerzeit, apulische oder provenzalische Werkstatt

Das herausragende Bauprojekt der osmanischen Regierung war die Stadtmauer von Jerusalem. Süleyman I. beauftragte damit den Architekten Sinan Pascha. In den Jahren 1537 bis 1541 entstand auf kreuzfahrerzeitlichen und ajjubidischen Mauerresten die heute bestehende Altstadtmauer, die insgesamt über 4 km lang ist und 35 Türme oder Mauervorsprünge hat.
Außerdem wurde die Wasserversorgung verbessert, indem die Wasserreservoirs der Teiche Salomos und der Birket es-Sultan instand gesetzt wurden; dem entsprechen in der Stadt repräsentative Brunnenanlagen. Insgesamt dreizehn osmanische Brunnen sind in Jerusalem erhalten, sechs davon wurden von Suleiman selbst gestiftet.
Ähnlich wie in Nablus, gab es in Jerusalem im 16. Jahrhundert eine florierende Seifenindustrie, die aber bis ins 19. Jahrhundert immer mehr verfiel. Die Seifenindustrie hatte sich am Suq Chan ez-Zeit („Markt für Olivenöl“) angesiedelt, und dort befindet sich in Nr. 37 auch das einzige Architekturdenkmal einer osmanischen Seifenfabrik (maṣbana) in Jerusalem: ein zweistöckiges, wahrscheinlich kreuzfahrerzeitlichen Gebäude, in dem noch Reste zweier Öfen und Schornsteine erkennbar sind.

#### Christliche Stätten
Vergleicht man historische Karten Jerusalems, so sieht man, dass sich die Zahl christlicher Pilgerstätten im Zeitraum von 1870 bis 1930 deutlich vermehrte. Viele entstanden neu. Seit den 1840er Jahren besuchten zahlreiche europäische Christen Jerusalem. Europäische Regierungen unterstützten christliche Bauprojekte, die auch im muslimischen Viertel entstanden, weil dort Baugrund vorhanden war, z. B. an der Straße Tariq al-Wad. Titus Tobler schrieb über sie: „Jetzt ist es eine der menschenleersten, obwohl für die Franken leicht zugänglichen Gassen.“
- Geißelungskapelle (Flagellatio), 2. Station der Via Dolorosa. Ibrahim Pascha übergab die Stätte 1838 der franziskanischen Kustodie des Heiligen Landes, und mit finanzieller Unterstützung durch Herzog Max Joseph in Bayern konnten angrenzende Grundstücke erworben werden. Der Neubau der Flagellatiokapelle (1839) bezog kreuzfahrerzeitliche Mauern ein.[26]
- Österreichisches Hospiz zur Heiligen Familie, nahe der 3. Station der Via Dolorosa. Das große Grundstück im muslimischen Viertel ermöglichte einen repräsentativen Bau, der im kleinteiligen christlichen Viertel nicht realisierbar gewesen wäre. Der österreichische Vizekonsul Josef Graf Pizzamano beschrieb die Vorteile der Immobilie 1854: „Österreich würde so ein stolzes Gebäude in Jerusalem besitzen, wo jede Nation alle Anstrengungen macht, eine Handbreit Bodens zu besitzen und Österreich bis jetzt nichts besitzt, trotz des vielen österreichischen Geldes, das hier einlangt.“[27]
- Ecce-Homo-Basilika: Marie-Alphonse de Ratisbonne erwarb 1856 ein Gelände an der Via dolorosa, an dem zu jener Zeit keine christlichen Traditionen hafteten. in den 1860er Jahren fanden Ausgrabungen statt, und mit einer Art Bricolage-Technik wurde eine neue Pilgertradition geschaffen, die drei Elemente zusammenbrachte: Teile eines römischen Bogenmonuments, die man „Ecce Homo“ benannte, ein Stück antikes Pflaster, das man Lithostrotos nannte, und eine antike Zisterne, die man mit dem Wasserreservoir Struthion identifiziert wurde, das Flavius Josephus erwähnt. Eine neue Pilgerstätte im Kloster der Zionsschwestern war mit kirchenamtlicher Billigung geschaffen.[28]
- St. Anna: Der türkische Pascha von Jerusalem schenkte im Namen des Sultans Abdülmecid I. die Kirchenruine dem französischen Konsul Napoleons III. als Dank für die Unterstützung im Krimkrieg. Die einstige Kreuzfahrerkirche diente von 1192/93 bis 1761 als Madrasa, seitdem war sie ungenutzt. Christophe Édouard Mauss restaurierte Kirche und Krypta. 1878 überließ die französische Regierung die Anlage den Weißen Vätern.[29]

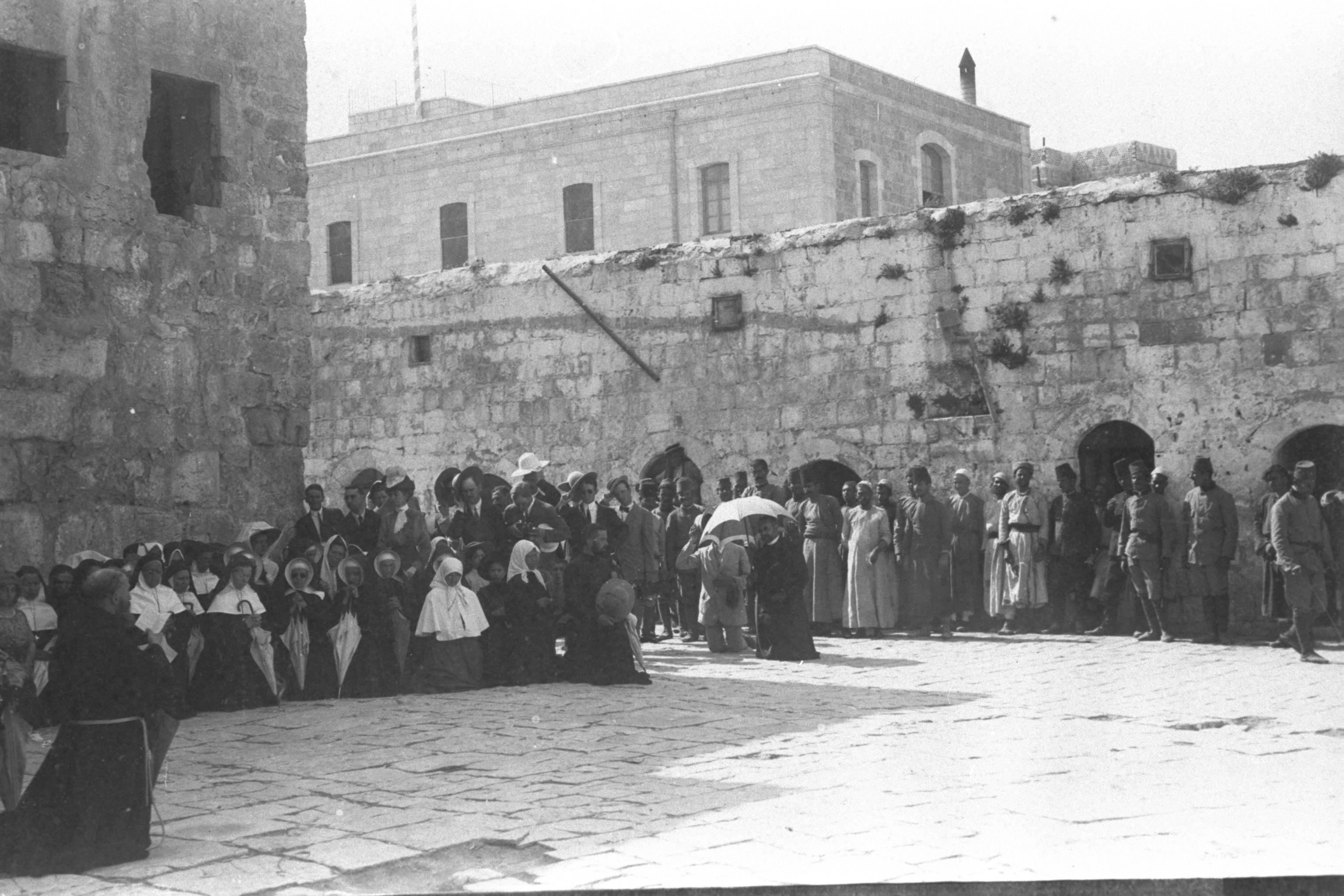
1. Station der Via Dolorosa
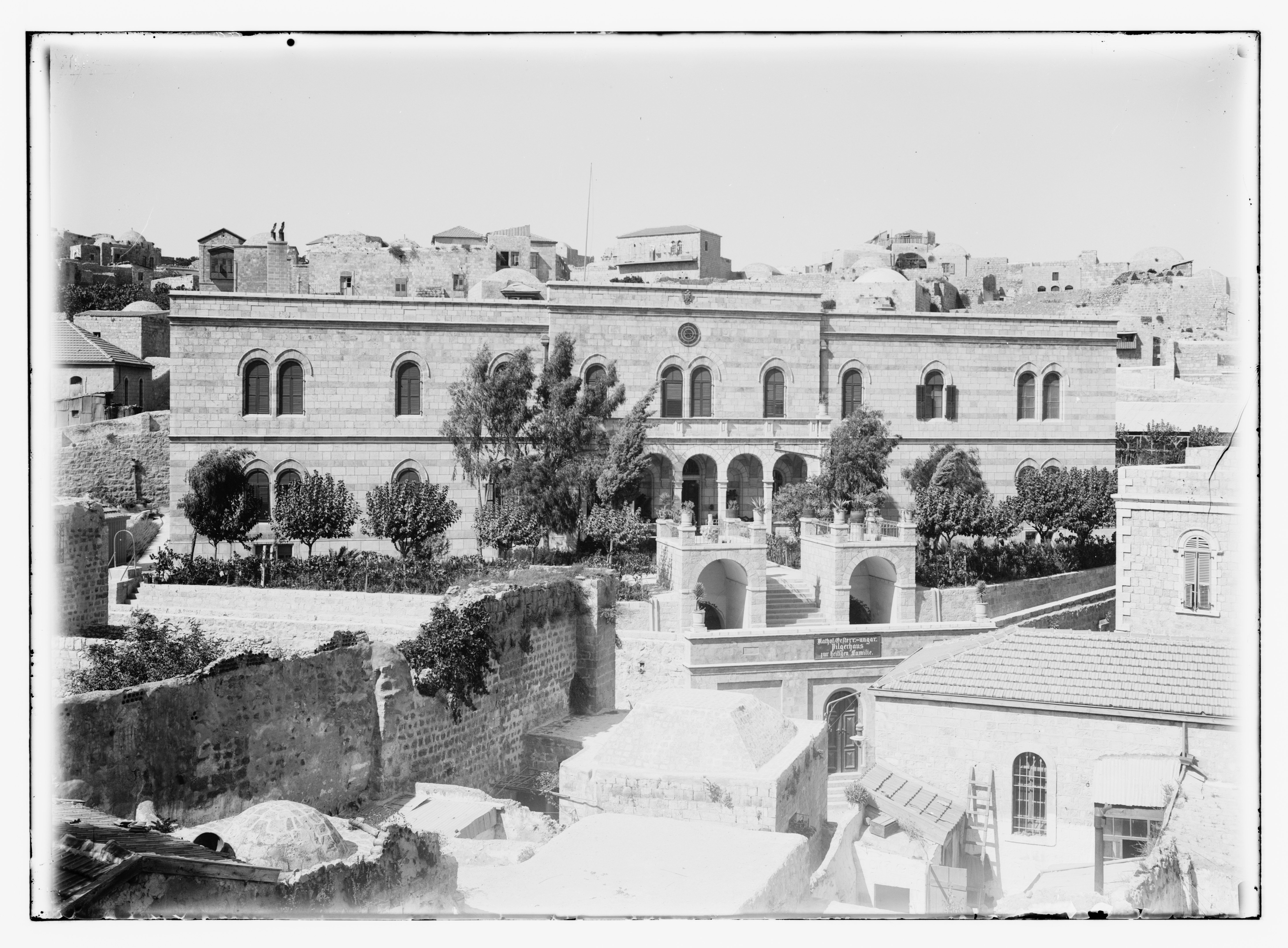
Österreichisches Hospiz
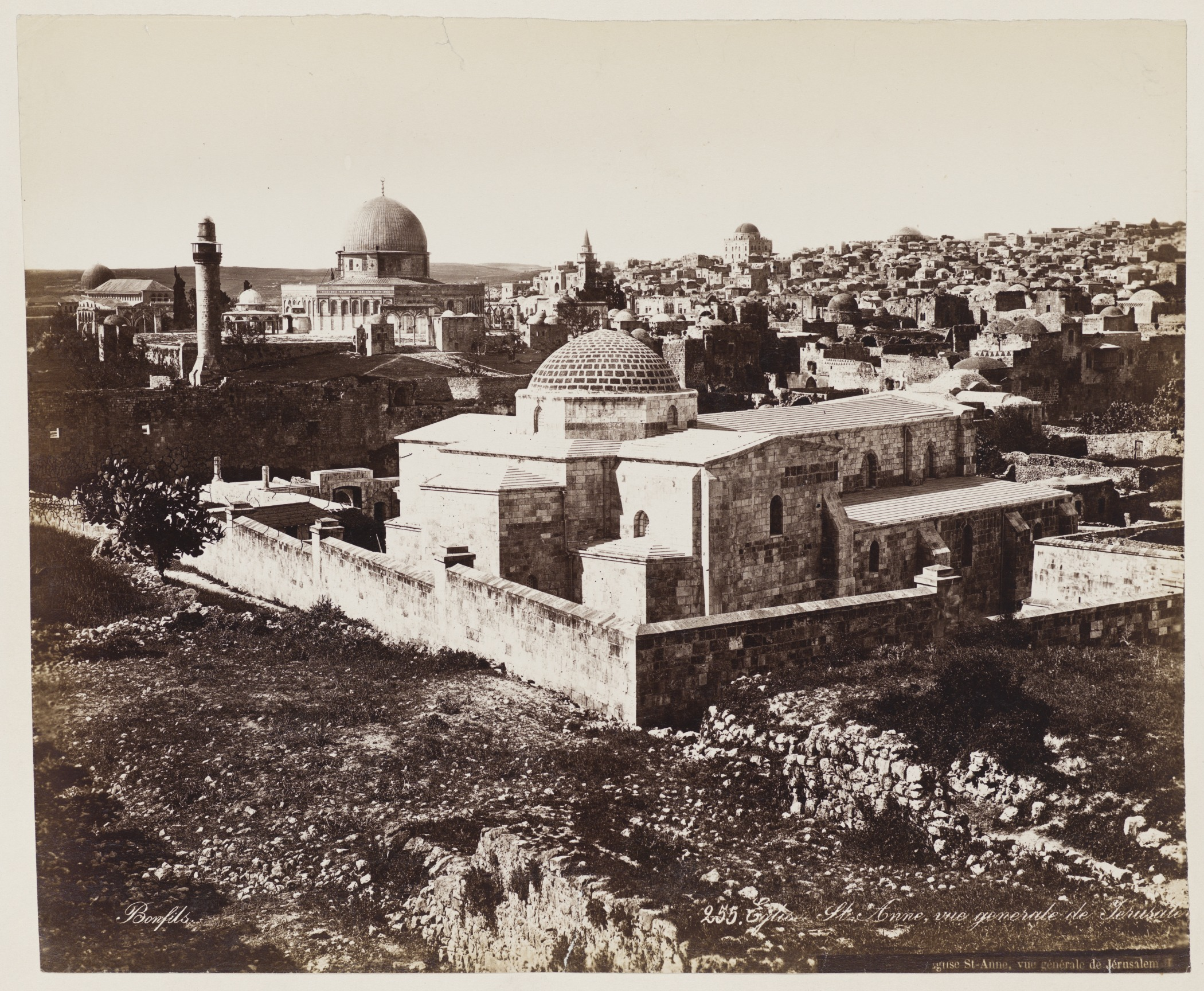
St. Anna

#### Jüdische Stätten
Die große jüdische Bevölkerungsgruppe in diesem Teil der Altstadt besaß eigene religiöse Einrichtungen. So gab es ein Kollel ungarischer Juden namens Schomrei haChomos ⊙ (שומרי החומות „Wächter der Mauern“), das Schüler des Chatam Sofer 1862 gegründet hatten und das in den 1870er Jahren ein eigenes Lehrhaus in der Straße Tariq al-Wad erhielt. Gegen Widerstände der türkischen Behörden bauten die Gemeindeglieder 1904 ein Obergeschoss als Betraum, und fortan war das Erdgeschoss dem 24-stündigen Torastudium gewidmet, in dem sich die Studenten schichtweise abwechselten.
Im 19. Jahrhundert erwarb der jüdische Geschäftsmann Mosche Wittenberg ein Haus ⊙ in der Straße Tariq al-Wad. Aus Raummangel wurde hier, wie mehrfach in der Altstadt, die Straße mit einem steinernen Gewölbe überspannt und die Wohnräume darüber errichtet. Das Gebäude wurde wechselnd genutzt, als Hotel, Synagoge, Bibliothek. Juden wohnten hier bis zu den Unruhen des Jahres 1929.

#### Konsulate
Das französische Konsulat befand sich zunächst im Christlichen Viertel, wurden dann aber ins Muslimische Viertel, in die Nähe des Damaskustors verlegt. Etwas weiter südlich befand sich das österreichische Konsulat.

#### Bevölkerung
Die osmanische Administration teilte Jerusalem in Nachbarschaften ein (die bekannten „Viertel“ der Altstadt sind ein vereinfachtes Modell, dass durch Pilger- und Reiseführerliteratur popularisiert wurde, aber einen Blick von außen darstellt). Die Abgrenzung und Benennung der Nachbarschaften war in ständiger Veränderung.
Der Zensus von 1905 gibt für das (ungefähre) Gebiet des heutigen Muslimischen Viertels die Zahl der Familien nach Nachbarschaften und Religionszugehörigkeiten folgendermaßen an:
| Nachbarschaft      | Lage                                    | Juden | Muslime | Christen |
| ------------------ | --------------------------------------- | ----- | ------- | -------- |
| Ḥārat Bāb al-ʿAmūd | Östlich vom Suq Chan ez-Zeit            | 15    | 112     | 469      |
| Ḥārat as-Saʿdīya   | Östlich anschließend bis zum Herodestor | 1     | 161     | 124      |
| Ḥārat Bāb Ḥuṭṭa    | Nordöstliche Ecke der Altstadt          | 7     | 595     | 12       |
| Ḥārat al-Wād       | Beiderseits der Straße Tariq Al Wad     | 388   | 383     | 91       |

Im Muslimischen Viertel gibt es mehrere Nachbarschaften ethnischer Minoritäten, über deren Zuzug nach Jerusalem verschiedene Theorien existieren. Nach einer These sind es Nachkommen von Kontraktarbeitern, die während der britischen Mandatszeit z. B. zum Eisenbahnbau angeworben wurden; andere sehen in ihnen Nachkommen von Mekkapilgern, die im Rahmen der Hadsch auch die muslimischen Heiligtümer in Jerusalem besuchen wollten und dort blieben. Unter ihnen sind Afrikaner aus Herkunftsgebieten in Nigeria, Senegal, Sudan und Tschad, die traditionell als Wächter des Haram arbeiteten. Sie bewohnen heute das historische Pilgerquartier Ribat al-Mansuri, das während des arabischen Aufstands 1914–1917 ein osmanisches Gefängnis für Todeskandidaten und Hinrichtungsstätte war. Weitere Nachbarschaften bilden Palästinenser mit indischem, afghanischem, marokkanischem oder Domari-Hintergrund.

### Britische Mandatszeit (1917–1948)
Die britische Verwaltung stellte die Altstadt von Jerusalem praktisch unter Denkmalschutz. Neubauten waren nicht zulässig, nur Renovierungen, für die moderne Baustoffe wie Asbest, Stahlträger oder Wellblechdächer verboten wurden. Die Altstadt sollte ihren traditionellen architektonischen Charakter mit den typischen flachen Kuppeldächern beibehalten. Aufgewertet als „heilige Stadt“, entwickelte sich die Altstadt in Richtung auf ein Freilichtmuseum. Es war eine protestantische Vision der Heiligen Stadt, die als Wirkungsstätte des Jesus von Nazareth und der ersten Christen erlebbar werden sollte. Eine „Reinigung“ von späterer, insbesondere osmanischer Architektur erschien deshalb notwendig – paradigmatisch hierfür ist die Freilegung der Altstadtmauer durch Abriss daran angelehnter Wohnhäuser.
Die in Jerusalem stets prekäre Wasserversorgung wurde gleich zu Beginn der britischen Verwaltung angegangen. Um die Wasserqualität zu verbessern, ersetzte sie die Zisternen schrittweise durch ein Netz von Wasserleitungen. Um die Malaria zu bekämpfen, galt es, Brutstätten der Moskitolarven zu beseitigen. Das betraf z. B. den antiken Wasserspeicher Birket bani Israʿil im Muslimischen Viertel. Nachdem durch archäologische Forschung klar war, dass es sich nicht um die biblische Stätte Bethesda handelte, verlor der Teich an Interesse und wurde in den 1930er Jahren aus hygienischen Gründen zugeschüttet.

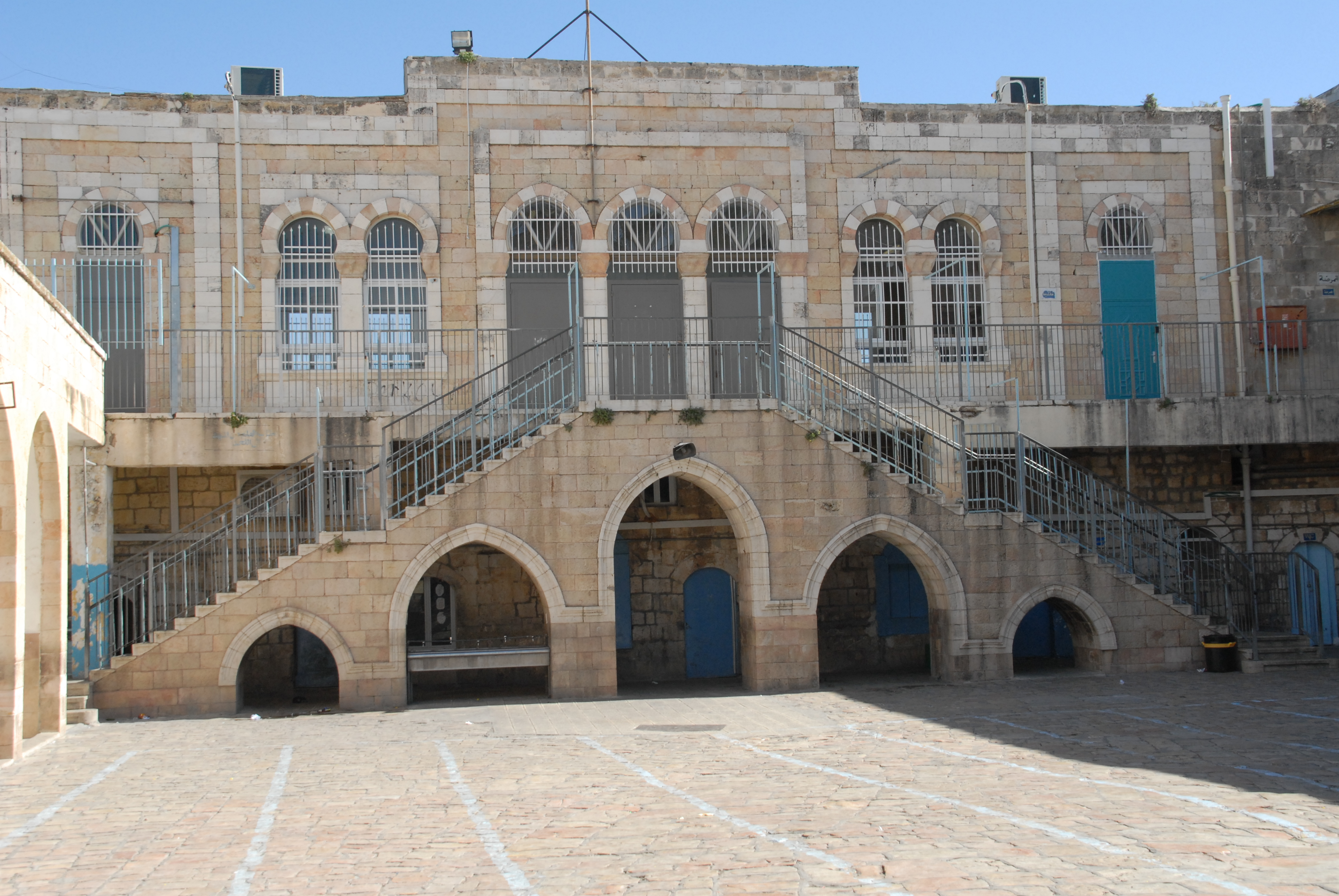
Umarija-Schule (1923/24)

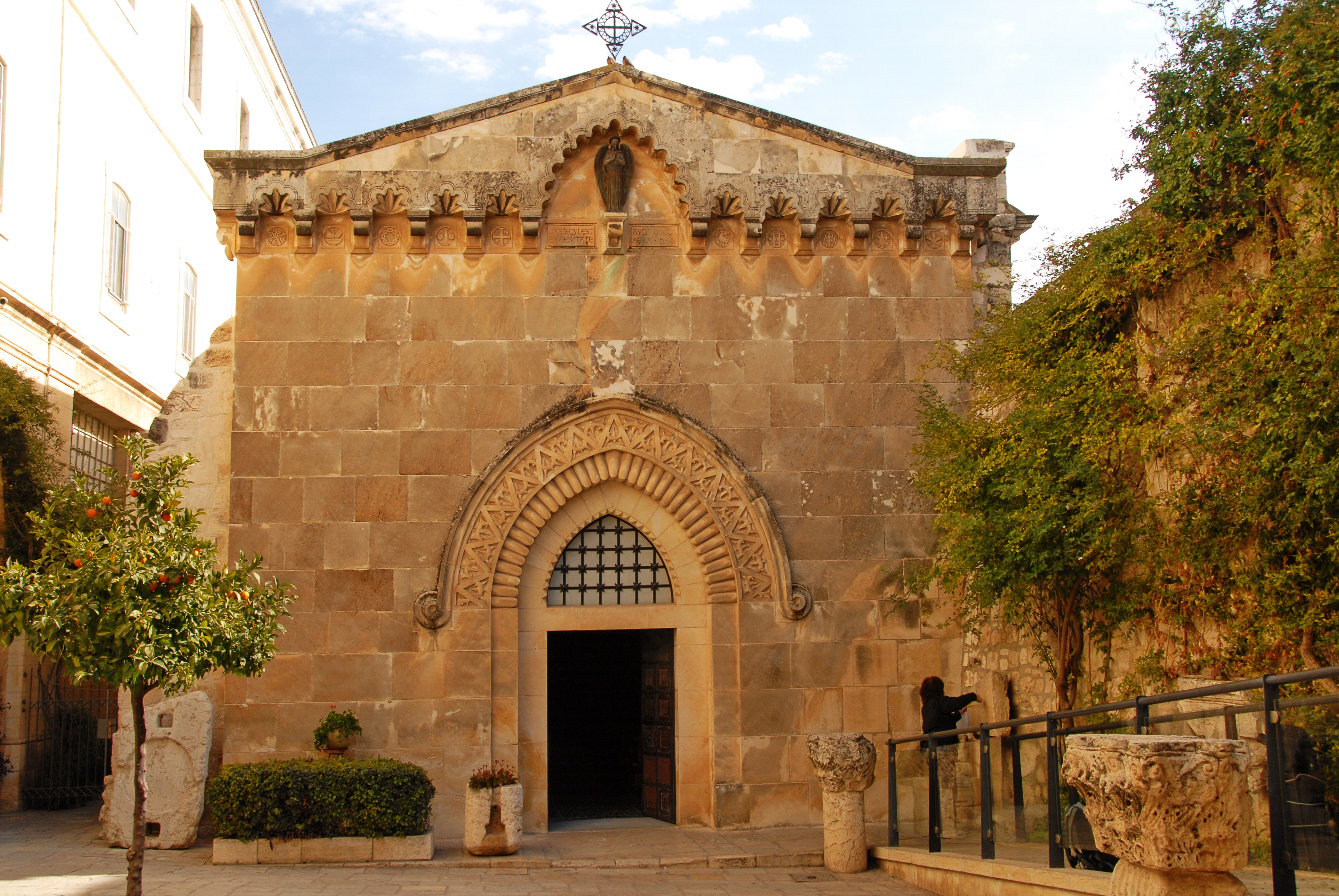
Fassade der Flagellatio (A. Gerardi, 1927/28)

An der Stelle der antiken Burg Antonia (= 1. Station der Via Dolorosa) befand sich eine ajjubidische Madrasa, später ein mamelukischer Gouverneurssitz, der unter Ibrahim Pascha 1835 zu einer Kaserne umgebaut worden war.  Die britischen Behörden rissen die Kasernenbauten ab und errichteten auf dem Gelände 1923/24 die ʾUmarija-Elementarschule. Während der Bauarbeiten untersuchte Louis-Hugues Vincent 1920 die kreuzfahrerzeitliche Kapelle Le repos. Das Gebäude war dreiteilig: eine innere Kammer, die an die herodianische Mauer der Antonia grenzte und wohl das Gefängnis Christi darstellte, ein kleines Vestibül und eine Vorhalle; letztere stürzte 1927 bei einem Erdbeben ein. Der Rest ist noch vorhanden und dient der Schule als Büro.
Andere europäische Staaten reduzierten ihr bisheriges Engagement für christliche Sakralbauten in Palästina während der Mandatszeit, mit Ausnahme von Italien. So ist dieser Zeitraum durch regen römisch-katholischen Kirchenbau gekennzeichnet, meist nach Plänen des franziskanischen Architekten Antonio Barluzzi. Im Muslimischen Viertel restaurierte er 1927/28 die Flagellatiokapelle (= 2. Station der Via Dolorisa) so umfassend, dass die geringen Reste einer kreuzfahrerzeitlichen Apsis nicht mehr feststellbar sind. Die Westfront und das Portal gestaltete A. Gerardi mit einem Mix kreuzfahrerzeitliche Architekturmotive, offenbar inspiriert durch Illustrationen in einem Werk von Eugène-Melchior de Vogüé über die Kirchen des Heiligen Landes (1860).

### Jordanische Verwaltung (1948–1967)
In den 1920er Jahren hatte Bertha Spafford Vester (American Colony) ein Kinderkrankenhaus im Ḥārat as-Saʿdīya gegründet, auf halbem Wege zwischen Damaskus- und Herodestor. Nach 1948 war es die einzige derartige Einrichtung für die Bewohner der Jerusalemer Altstadt. Gegenüber, direkt an der Altstadtmauer (Ibn Jarah st.), befand sich ein Lager der Jordanischen Armee, die einzige Freifläche im dicht bebauten muslimischen Viertel.

### Israelische Verwaltung (seit 1967)
Das Muslimische Viertel ist überbevölkert. Der Rechtsstatus eines Ostjerusalemers bietet Vorteile auf dem israelischen Arbeitsmarkt, insbesondere in der Folge des Oslo-Abkommens in den 1990er Jahren. Deshalb ziehen palästinensische Familien nicht in die Westbank, auch wenn sie sehr beengt in der Jerusalemer Altstadt wohnen, und hier besonders im Muslimischen Viertel. Das geht auf Kosten der historischen Bausubstanz. Typischerweise werden in den Innenhöfen und auf den Dächern ohne Baugenehmigung Küchen oder Sanitäranlagen errichtet. Aus Sorge, bei einer Renovierung letzten Endes ihre Häuser zu verlieren, beantragen palästinensische Familien häufig keine derartigen Maßnahmen, zu denen die Mittel eigentlich bereitstehen. Einige Häuser sind auch zugesperrt, seit die Eigentümer 1967 ins Exil flohen, und da sie keine Möglichkeit zur Rückkehr haben, investieren sie nichts in die verfallenden Gebäude.
Die Versuche, im Muslimischen Viertel eine israelisch-jüdische Präsenz aufzubauen, konzentrieren sich auf die Hauptstraße dieses Viertels: Tariq Al Wad. Diese Straße verläuft parallel zur Mauer des Haram und wird seit jeher von Juden und Christen aus religiösen Gründen genutzt. Für orthodoxe Juden aus dem Westteil Jerusalems, die durch das Damaskustor die Altstadt betreten, ist sie ein direkter Weg zur Klagemauer, für Christen verläuft ein kurzes Stück der Via Dolorosa auf dieser Straße. Gleichzeitig sind Touristen hier weniger anzutreffen, und die Anwohner dominieren das Straßenbild.

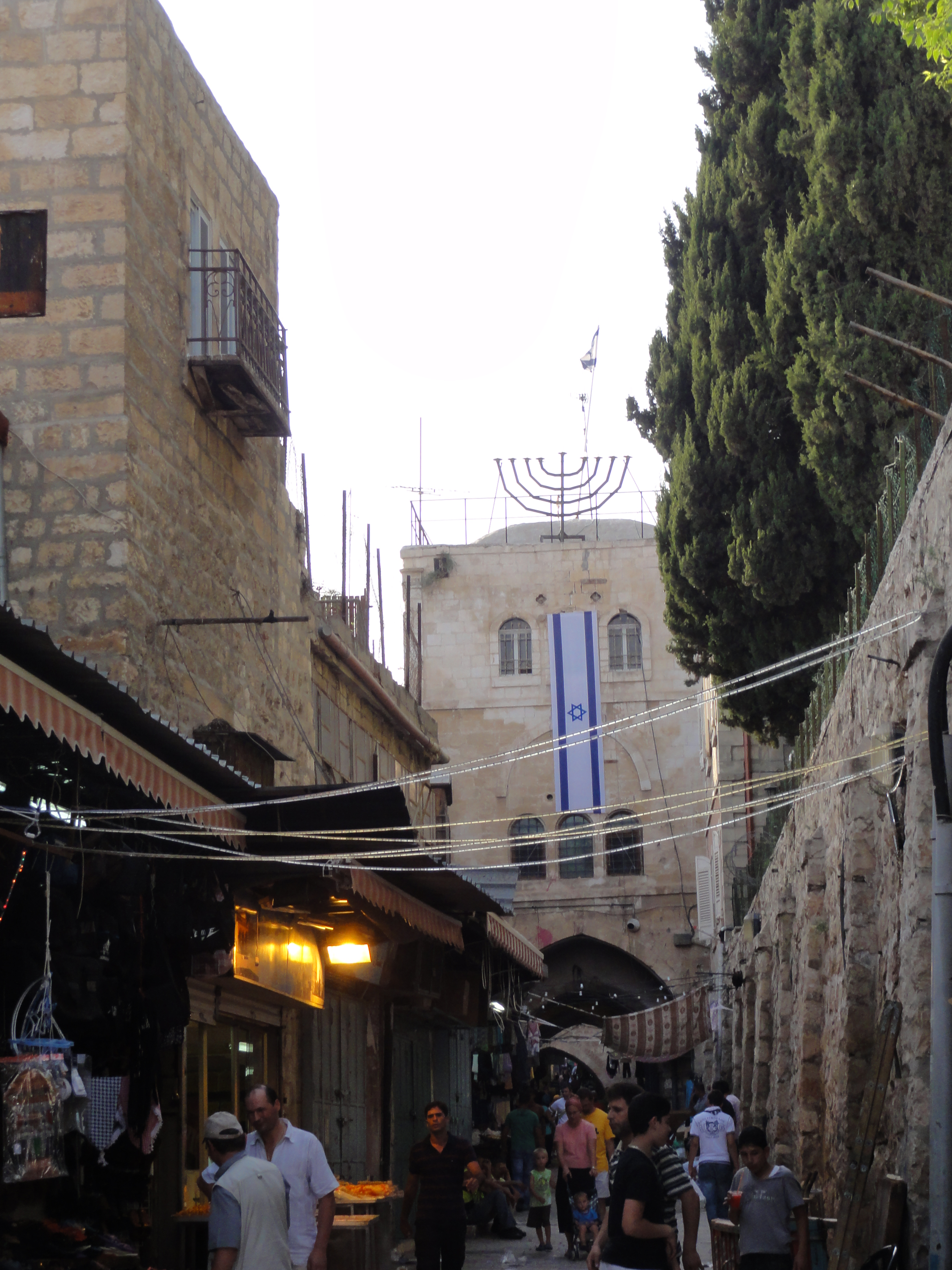
Wittenberg-Haus

Das Wittenberg-Haus ⊙, unter jordanischer Verwaltung als „feindliches Eigentum“ beschlagnahmt, wurde seit 1967 treuhänderisch verwaltet, seit 1986 von einem Trust namens Wittenberg-Hekdesch, hinter dem die Organisation Ateret Kohanim stand. Sie siedelte jüdische Familien im Wittenberg-Haus an, und es entwickelte sich zu einem Zentrum der jüdischen Gemeinschaft im Muslimischen Viertel. Ariel Scharon, seinerzeit Kabinettsmitglied, bezog hier 1987 seinen Zweitwohnsitz.
2008 wurde das Roi-Haus eingeweiht, benannt nach Roi Klein, der im Zweiten Libanonkrieg gefallen war und erbaut mit finanzieller Förderung des US-Geschäftsmanns Irving Moskowitz. Da die Kinder der hier eingezogenen jüdischen Familien nicht auf der Straße spielen können, befindet sich ein gesicherter Spielplatz für sie auf dem Flachdach des Hauses.
Die Ohel-Jitzchak-Synagoge in der Al-Wad-Straße bezieht sich auf den 1904 fertiggestellten Kollel Schomrei haChomos. Hundert Jahre später begann die Organisation Ateret Kohanim mit der Renovierung und Vergrößerung des Gebäudes, das 2008 als Synagoge eingeweiht wurde und seitdem von der Western Wall Heritage Foundation verwaltet wird. Aus der Sicht von Ateret Kohanim ist die Synagoge Zentrum einer jüdischen Gemeinde im Muslimischen Viertel. Wegen der Nähe zur Klagemauer und der direkten Nachbarschaft zum 1967 von Israel abgerissenen historischen Maghrebinerviertel (heute Western Wall Plaza) hat dieses Projekt Konfliktpotential. Gruppen israelischer Soldaten besichtigen regelmäßig die Ohel-Jitzchak-Synagoge, was als Informationsveranstaltung bezeichnet wird.

## Sehenswürdigkeiten
- ein Großteil der Via Dolorosa,
- die St.-Anna-Kirche,
- der Teich Bethesda,
- die Geißelungskapelle,
- die Verurteilungskapelle,
- die Ecce-Homo-Basilika,

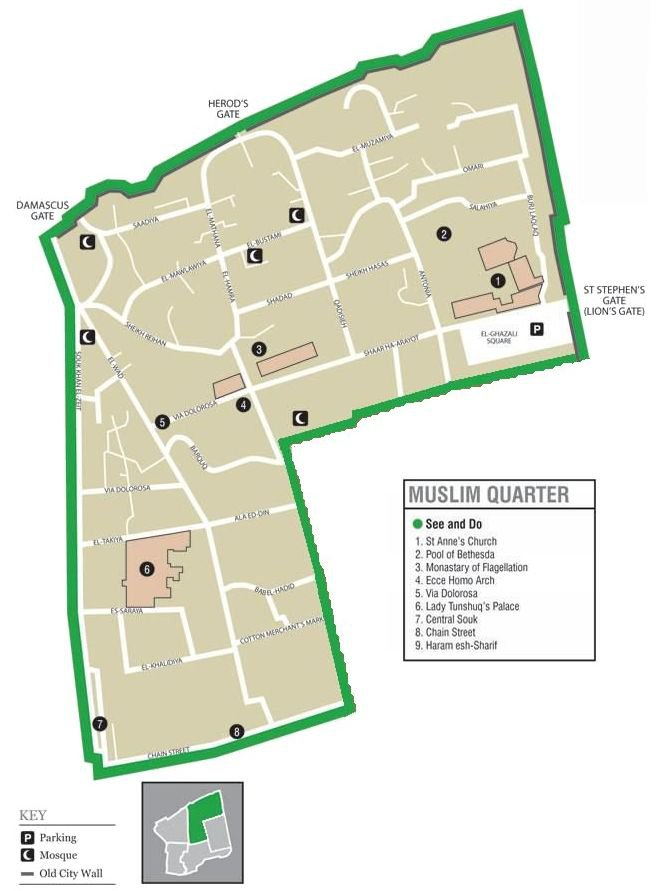
Das Muslimische Viertel

- das österreichische Pilgerhospiz und
- die Burg Antonia.